# UCI Asia Tour 2020
L'UCI Asia Tour 2020 è la sedicesima edizione dell'UCI Asia Tour, uno dei cinque circuiti continentali di ciclismo dell'Unione Ciclistica Internazionale, composto da corse che si disputano nel continente asiatico.

## Squadre partecipanti
La partecipazione delle squadre alle diverse gare dipende dalla categoria dell'evento. Ad esempio le squadre UCI World Tour possono partecipare esclusivamente a corse di categoria .1 e il loro numero è limitato.
| Categoria | Categoria            | Squadre                                                                                |
| --------- | -------------------- | -------------------------------------------------------------------------------------- |
| .1        | 1.1 (Corse in linea) | * UCI World Tour (max 50%) * UCI ProTeam * UCI Continental Team * Squadre nazionali    |
| .1        | 2.1 (Corse a tappe)  | * UCI World Tour (max 50%) * UCI ProTeam * UCI Continental Team * Squadre nazionali    |
| .2        | 1.2 (Corse in linea) | * UCI ProTeam * UCI Continental Team * Squadre nazionali * Squadre regionali e di club |
| .2        | 2.2 (Corse a tappe)  | * UCI ProTeam * UCI Continental Team * Squadre nazionali * Squadre regionali e di club |

## Calendario

### Novembre 2019
| Data  | Prova                       | Cat. | Vincitore        | Squadra                            |
| ----- | --------------------------- | ---- | ---------------- | ---------------------------------- |
| 2-10  | Tour de Singkarak (2019)    | 2.2  | Jesse Ewart      | Team Sapura Cycling                |
| 8-10  | Tour de Quanzhou Bay (2019) | 2.2  | Ryan Cavanagh    | St George Continental Cycling Team |
| 10    | Tour de Okinawa (2019)      | 1.2  | Nariyuki Masuda  | Utsunomiya Blitzen                 |
| 17-23 | Tour de Fuzhou (2019)       | 2.1  | Artur Fedosseyev | Shenzhen Xidesheng Cycling Team    |

### Dicembre 2019
| Data  | Prova                   | Cat. | Vincitore    | Squadra             |
| ----- | ----------------------- | ---- | ------------ | ------------------- |
| 18-22 | Tour de Selangor (2019) | 2.1  | Marcus Culey | Team Sapura Cycling |

### Gennaio
| Data | Prova                            | Cat. | Vincitore         | Squadra |
| ---- | -------------------------------- | ---- | ----------------- | ------- |
| 4-6  | Cambodia Bay Cycling Tour (2020) | 2.2  | Ariya Phounsavath | Laos    |

### Febbraio
| Data | Prova                                       | Cat. | Vincitore    | Squadra                          |
| ---- | ------------------------------------------- | ---- | ------------ | -------------------------------- |
| 4-10 | Saudi Tour (2020)                           | 1.1  | Phil Bauhaus | Bahrain-McLaren                  |
| 15   | Malaysian International Classic Race (2020) | 1.1  | Johan Le Bon | B&B Hotels–Vital Concept p/b KTM |

### Marzo
| Data | Prova                 | Cat. | Vincitore      | Squadra         |
| ---- | --------------------- | ---- | -------------- | --------------- |
| 1-5  | Tour de Taiwan (2020) | 2.1  | Nicholas White | Team BridgeLane |

### Ottobre
| Data | Prova                   | Cat. | Vincitore        | Squadra  |
| ---- | ----------------------- | ---- | ---------------- | -------- |
| 6-11 | Tour of Thailand (2020) | 2.1  | Nikodemus Holler | Bike Aid |

## Classifiche

### Classifica individuale
La classifica raggruppa i corridori asiatici che abbiano ottenuto punti nella UCI World Ranking.
| Pos. | Corridore                | Squadra     | Punti |
| ---- | ------------------------ | ----------- | ----- |
| 1    | Aleksej Lucenko          | Astana      | 531   |
| 2    | Yevgeniy Fedorov         | Vino        | 221   |
| 3    | Hideto Nakane            | Delko       | 147   |
| 4    | Sarawut Sirironnachai    | Thailand CT | 146   |
| 5    | Artur Fedosseyev         | Ningxia     | 136   |
| 6    | Thanakhan Chaiyasombat   | Thailand CT | 124   |
| 7    | Daniil Pronskiy          | Vino        | 116   |
| 8    | Ilya Davidenok           | Ningxia     | 114   |
| 9    | Peerapol Chawchiangkwang | Thailand CT | 95    |
| 10   | Muradjan Khalmuratov     |             | 75    |

### Classifica a aquadre
La classifica viene calcolata sommando i punti dei migliori 8 ciclisti per squadra.
| Pos. | Squadra                                 | Punti  |
| ---- | --------------------------------------- | ------ |
| 1    | Team Sapura Cycling                     | 1113   |
| 2    | Terengganu Inc-TSG Cycling Team         | 864    |
| 3    | Vino-Astana Motors                      | 465    |
| 4    | Thailand Continental Cycling Team       | 456    |
| 5    | Ningxia Sports Lottery Continental Team | 264    |
| 6    | Yunnan Lvshan Landscape                 | 254,34 |
| 7    | Hengxiang Cycling Team                  | 153    |
| 8    | SSOIS Miogee Cycling Team               | 118    |
| 9    | Utsunomiya Blitzen                      | 77     |
| 10   | HKSI Pro Cycling Team                   | 72     |

### Classifica per nazioni
La classifica viene calcolata sommando i punti dei migliori 8 ciclisti per nazione.
| Pos. | Nazione       | Punti |
| ---- | ------------- | ----- |
| 1    | Kazakistan    | 1296  |
| 2    | Thailandia    | 530   |
| 3    | Giappone      | 434   |
| 4    | Mongolia      | 351   |
| 5    | Malaysia      | 262   |
| 6    | Cina          | 231   |
| 7    | Qatar         | 188   |
| 8    | Corea del Sud | 178   |
| 9    | Uzbekistan    | 172   |
| 10   | Indonesia     | 86    |

### Classifica per nazioni U23
La classifica viene calcolata sommando i punti dei migliori 8 ciclisti per nazione della categoria U23.
| Pos. | Nazione       | Punti |
| ---- | ------------- | ----- |
| 1    | Kazakistan    | 433   |
| 2    | Thailandia    | 248   |
| 3    | Malaysia      | 179   |
| 4    | Mongolia      | 85    |
| 5    | Cina          | 73    |
| 6    | Uzbekistan    | 64    |
| 7    | Corea del Sud | 55    |
| 8    | Indonesia     | 15    |
| 9    | Filippine     | 12    |
| 10   | Qatar         | 5     |